# てんしとあくま
てんしとあくまは、かつて吉本興業に所属していたお笑いコンビ。2008年結成。川口の死去により、2020年から事実上の活動休止状態となっていたが、2024年にかんざきが貫太郎（元ジュリエッタ）との新コンビ「動物チーム」を結成し、それに伴い当コンビの解散を正式発表。

## メンバー
かんざき
- ボケ担当。
- 本人曰く、「ゴリゴリの天使」担当。
- 本名・性別・生年月日・出身地は非公開[2]。身長は165cm[3]。
- コンビ結成前は「アルビノ」という芸名でピン芸人として活動していた。
- 歌ネタ王決定戦2020では爆ノ介とのユニット「五次元のシャボン玉」を結成し、決勝進出（第8位）。また、M-1グランプリにも3度（第16回 - 第18回）出場している[4]。
- 2024年3月、貫太郎（元ジュリエッタ）との新コンビ「動物チーム」を結成[5]。

川口 敦典（かわぐち あつのり、1983年6月22日 - 2020年5月15日）（36歳没）
- ツッコミ担当。
- かんざき曰く、「悪魔」担当。
- 身長は175cm[3]、血液型はB型[3]。
- 大阪府吹田市出身[3]。
- 趣味は野球観戦（阪神タイガース）[3]。
- 2020年5月15日、持病の内臓疾患のため死去[6]。36歳没。2021年1月11日の第6回上方漫才協会大賞の場で、追悼された[7]。

## 芸風
かんざきの歌う独特の歌ネタを中心にした漫才・コントを行う。歌ネタ王決定戦には第1回から6年連続で準決勝進出した。

## 賞レースなどでの戦績

### M-1グランプリ
| 開催年（回）     | 結果         | エントリー No. | 会場                         | 日程     | 備考           |
| ---------------- | ------------ | -------------- | ---------------------------- | -------- | -------------- |
| 2008年（第8回）  | 2回戦進出    | 不明           | 【大阪】ヨシモト∞ホール大阪  | 11月9日  | アマチュア時代 |
| 2009年（第9回）  | 2回戦進出    | 不明           | 【大阪】HEP HALL             | 11月13日 |                |
| 2010年（第10回） | 準々決勝進出 | 不明           | 【大阪】なんばグランド花月   | 12月4日  |                |
| 2015年（第11回） | 準々決勝進出 | 715            | 【大阪】なんばグランド花月   | 11月5日  |                |
| 2016年（第12回） | 準々決勝進出 | 1478           | 【大阪】なんばグランド花月   | 11月7日  |                |
| 2017年（第13回） | 準々決勝進出 | 3480           | 【大阪】メルパルクホール大阪 | 11月2日  |                |
| 2018年（第14回） | 準々決勝進出 | 2413           | 【大阪】なんばグランド花月   | 11月5日  |                |
| 2019年（第15回） | 準々決勝進出 | 2900           | 【大阪】なんばグランド花月   | 11月18日 |                |

### その他
- キングオブコント2012 準決勝進出
- 歌ネタ王決定戦2013 準決勝進出
- キングオブコント2013 2回戦進出
- 歌ネタ王決定戦2014 準決勝進出
- 歌ネタ王決定戦2015 準決勝進出
- 歌ネタ王決定戦2016 準決勝進出
- 第1回上方漫才協会大賞 大賞ノミネート[3]
- キングオブコント2017 準々決勝進出
- NHK新人お笑い大賞2017 本戦進出
- 第2回上方漫才協会大賞 文芸部門賞[3]
- 第3回上方漫才協会大賞 文芸部門賞[3]